# آماپولا فلایگ
آماپولا فلایگ (به انگلیسی: Amapola Flyg) یک شرکت هواپیمایی است که در ۲۰۰۴ میلادی تأسیس شده‌است. دفتر مرکزی آماپولا فلایگ در مالمو، سوئد واقع شده‌است و قطب این شرکت هواپیمایی در فرودگاه استکهلم-آرلاندا قرار دارد.